# Elsa af Trolle
Elsa Maria af Trolle (från 1942 även af Trolle-Afzelius), född 14 augusti 1886 i Maria Magdalena församling, Stockholm, död 7 november 1953 i Engelbrekts församling, Stockholm, var en svensk författare, översättare och manusförfattare. 

## Biografi
Elsa af Trolles första skrifter var ett antal handböcker i olika former av textilhantverk utgivna i början av 1920-talet. Hon skulle senare även ge ut fackböcker om så spridda ämnen som drinkar (Cocktails, 1927), kryddväxter (Kryddgården 1940) och ornitologi (Jag är örnen, 1942). Som översättare från främst engelska (af Trolles förste make var verksam i England) utförde hon bland annat en översättning av D.H. Lawrences Lady Chatterleys älskare (1941). År 1943 kom hennes första egna roman, En larsmässedröm, vilken följdes av ytterligare tre. Flera av hennes romaner översattes till norska och nederländska. I början av 1930-talet skrev hon även manus till några svenska filmer.
Elsa af Trolle var från 1904 gift med skeppsredaren Thomas Sebastian Huss och från 1942 med botanikern Karl Afzelius. Hon är begravd på Nacka södra kyrkogård.